# All Prayed Up
All Prayed Up är ett musikalbum av det svenska bandet Deportees. Det släpptes i Sverige den 27 oktober 2004.

## Låtlista
1. "Not Tonight"
2. "Arrest Me 'Til It Hurts"
3. "It Don't Seem Right"
4. "Baby Don’t Count Me Out"
5. "Don’t Cross My Landscape"
6. "Cry Cry Cry"
7. "Nothing Wants You Back"
8. "Won’t You Tell Him"
9. "Champagne Eyes"
10. "Streets of You"